# Theel

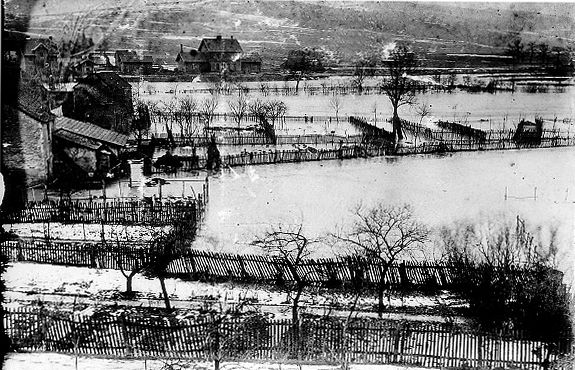
Theel-Hochwasser 1897

Die Theel ist ein Bach im mittleren Saarland und ein linker Zufluss der Prims.

## Name
Der Bach wurde im Jahr 1550 („biß in die Thöel“) erstmals schriftlich erwähnt. Der ursprünglich gleichnamige Ort Theley erscheint schon im Jahr 1235 als Toila in den schriftlichen Aufzeichnungen. Sein Name wurde später an den Ortsnamen Tholey angeglichen. Der Name könnte sich vom keltischen Wort *tol-ī-io- „schlafen“ im Sinne von „ruhiger Bach“ ableiten.

## Geographischer Verlauf
Die Theel entspringt einem Quellgebiet in Theley auf 403 m ü. NN und durchfließt den Ort teilweise als Oberflächengewässer und Zufluss der Teichanlage im Theleyer Brühlpark, teilweise als verrohrter Bach. Zwischen Theley und dem Weiler Leitzweiler bekommt sie Zulauf von einem Bach, der seine Quelle auf 503 m ü. NN in der Nähe des Schaumberger Hofes hat. Bei Leitzweiler mündet der Mühlenbach in die Theel. An der Einmündung der Landstraße nach Hasborn fließt der Brühlbach der Theel zu. Sie durchfließt danach die kleine Außensiedlung Lachmühle, wo der Hoschbach vom Westhang des Schaumbergs her zufließt. In ihrem weiteren Verlauf fließt die Theel durch Bergweiler und Sotzweiler, wo Kürtzbach und Bächel münden. In Richtung Südwesten verlaufend erreicht sie Thalexweiler, wo der Steinbach mündet, und den Ort Aschbach, in dem der Bach-Zufluss Aschbach mündet. Sie nimmt zwischen Bubach-Calmesweiler und Lebach auf 220 m ü. NN als größtes Fließgewässer die Ill auf. Nun nach Westen verlaufend durchquert die Theel Lebach. Dort münden mehrere Bäche in die Theel, beispielsweise der Saubach, der Mertzenfloß und der Mandelbach. Vor Körprich fließt die Theel an der Gemarkungsgrenze zwischen Knorscheid, Primsweiler und Hüttersdorf auf 217 m ü. NN von links in die Prims.

## Zuflüsse
- Olsbach (links)
- Wingertbach (rechts)
- Klingelborn (links)
- Leitzweiler Bach (links)
- Theleyer Mühlbach (rechts)
- Hasborner Brühlbach (rechts)
- Kremerbach (rechts)
- Holzbach (links)
- Hostenbach (links)
- Blasiusbach (links)
- Molkenfloß (rechts)
- Thälesborn (rechts)
- Finkenborn (rechts)
- Theelbach (links)
- Breitwiesbach (links)
- Itzbach (rechts)
- Dösch (links)
- Steinbach (links)
- Strunkmühlbach (links)
- Krebsbach (rechts)
- Hohbach (rechts)
- Schellenbach (links)
- Frauenhumes (links)
- Aschbach (rechts)
- Hauschiedbach (rechts)
- Ditschfloß (rechts)
- Ill (links)
- Langwiesfloß (links)
- Saubach (rechts)
- Probertbach (rechts)
- Mertenfloß (rechts)
- Lebacher Mandelbach (links)
- Lebacher Dörbach (links)
- Hahnerbach (rechts)
- Maarbach (links)
- Sprenkenbruchbach (links)
- Knorscheider Floß (links)

## Ökologie
Von Abwässern befreit hat sich die Wasserqualität der Theel seit dem Ausbau der Kanalisation in den Theel-Anrainer- und -Zubringerdörfern Theley, Hasborn, Bergweiler, Tholey und Sotzweiler und nach Inbetriebnahme der EVS-Kläranlage südlich von Sotzweiler stetig verbessert. Aus dem System der Ill sind Biber in die Theel eingewandert und bachaufwärts bis nach Bergweiler gesichtet worden.